# Mistrovství světa v rychlobruslení ve víceboji 2019
Mistrovství světa v rychlobruslení ve víceboji 2019 se konalo ve dnech 2. a 3. března 2019 v rychlobruslařské hale Olympic Oval v kanadském Calgary. Jednalo se o 113. šampionát pro muže a 77. pro ženy. Z předchozího mistrovství světa obhajovali tituly mistrů světa Nizozemec Patrick Roest a Japonka Miho Takagiová. V Calgary zvítězili Patrick Roest (druhý titul) a Češka Martina Sáblíková (pátý titul).
Českou výpravu tvořily Martina Sáblíková a Nikola Zdráhalová.
| Program                                       | Program                                           |
| --------------------------------------------- | ------------------------------------------------- |
| 2. března                                     | 3. března                                         |
| 500 m ženy 500 m muži 3000 m ženy 5000 m muži | 1500 m ženy 1500 m muži 5000 m ženy 10 000 m muži |

## Muži
Mužského mistrovství světa ve víceboji se zúčastnilo celkem 24 závodníků, 18 z Evropy: Itálie (3), Nizozemsko (3), Norsko (3), Německo (2), Rusko (2), Belgie (1), Bělorusko (1), Dánsko (1), Lotyšsko (1), Švýcarsko (1); 4 ze Severní Ameriky: Kanada (3), USA (1); a 2 z Asie: Japonsko (2).
| Pořadí           | Jméno                    | Země       | 500 m       | 5000 m        | 1500 m        | 10 000 m      | Počet bodů |
| ---------------- | ------------------------ | ---------- | ----------- | ------------- | ------------- | ------------- | ---------- |
| Zlatá medaile    | Patrick Roest            | Nizozemsko | 35,74 (2.)  | 6:08,27 (1.)  | 1:43,31 (2.)  | 12:51,17 (1.) | 145,561    |
| Stříbrná medaile | Sverre Lunde Pedersen    | Norsko     | 35,85 (3.)  | 6:10,10 (3.)  | 1:43,11 (1.)  | 12:56,91 (3.) | 146,075    |
| Bronzová medaile | Sven Kramer              | Nizozemsko | 36,41 (9.)  | 6:08,83 (2.)  | 1:43,87 (3.)  | 13:00,93 (4.) | 146,962    |
| 4.               | Douwe de Vries           | Nizozemsko | 36,46 (10.) | 6:12,72 (4.)  | 1:44,24 (5.)  | 13:01,44 (5.) | 147,550    |
| 5.               | Ted-Jan Bloemen          | Kanada     | 37,31 (19.) | 6:13,20 (5.)  | 1:46,03 (12.) | 12:53,15 (2.) | 148,630    |
| 6.               | Sindre Henriksen         | Norsko     | 36,12 (6.)  | 6:26,64 (18.) | 1:44,18 (4.)  | 13:30,71 (7.) | 150,045    |
| 7.               | Danila Semerikov         | Rusko      | 37,48 (20.) | 6:13,75 (6.)  | 1:47,96 (20.) | 13:18,92 (6.) | 150,787    |
| 8.               | Haralds Silovs           | Lotyšsko   | 36,00 (5.)  | 6:24,80 (15.) | 1:45,24 (9.)  | 13:54,14 (8.) | 151,267    |
| 9.               | Livio Wenger             | Švýcarsko  | 36,52 (11.) | 6:22,00 (11.) | 1:45,04 (8.)  | —             | 109,733    |
| 10.              | Riku Cučija              | Japonsko   | 36,18 (8.)  | 6:26,12 (17.) | 1:45,44 (10.) | —             | 109,938    |
| 11.              | Håvard Bøkko             | Norsko     | 35,88 (4.)  | 6:29,43 (20.) | 1:45,65 (11.) | —             | 110,039    |
| 12.              | Bart Swings              | Belgie     | 36,71 (12.) | 6:23,46 (13.) | 1:44,96 (7.)  | —             | 110,042    |
| 13.              | Rjósuke Cučija           | Japonsko   | 36,93 (15.) | 6:19,76 (10.) | 1:46,68 (15.) | —             | 110,466    |
| 14.              | Andrea Giovannini        | Itálie     | 36,89 (14.) | 6:22,31 (12.) | 1:46,36 (14.) | —             | 110,574    |
| 15.              | Patrick Beckert          | Německo    | 37,59 (22.) | 6:15,99 (7.)  | 1:46,24 (13.) | —             | 110,602    |
| 16.              | Antoine Gélinas-Beaulieu | Kanada     | 35,53 (1.)  | 6:43,35 (23.) | 1:44,93 (6.)  | —             | 110,841    |
| 17.              | Jordan Belchos           | Kanada     | 37,51 (21.) | 6:17,90 (8.)  | 1:46,69 (16.) | —             | 110,863    |
| 18.              | Francesco Betti          | Itálie     | 36,15 (7.)  | 6:34,97 (21.) | 1:46,98 (17.) | —             | 111,307    |
| 19.              | Vitalij Michajlov        | Bělorusko  | 37,24 (18.) | 6:23,54 (14.) | 1:47,38 (19.) | —             | 111,387    |
| 20.              | Sergej Trofimov          | Rusko      | 37,10 (17.) | 6:26,92 (19.) | 1:48,77 (23.) | —             | 112,048    |
| 21.              | Lukas Mann               | Německo    | 36,86 (13.) | 6:36,46 (22.) | 1:47,07 (18.) | —             | 112,196    |
| 22.              | Viktor Hald Thorup       | Dánsko     | 38,45 (24.) | 6:18,25 (9.)  | 1:48,29 (21.) | —             | 112,371    |
| 23.              | Michele Malfatti         | Itálie     | 38,37 (23.) | 6:25,71 (16.) | 1:48,72 (22.) | —             | 113,181    |
| 24.              | Ethan Cepuran            | USA        | 37,06 (16.) | 6:44,81 (24.) | 1:49,49 (24.) | —             | 114,037    |

## Ženy
Ženského mistrovství světa ve víceboji se zúčastnilo celkem 24 závodnic, 16 z Evropy: Nizozemsko (3), Rusko (3), Česko (2), Německo (2), Norsko (2), Bělorusko (1), Estonsko (1), Itálie (1), Polsko (1); 4 ze Severní Ameriky: Kanada (3), USA (1); a 4 z Asie: Čína (1), Japonsko (3).
| Pořadí           | Jméno                    | Země       | 500 m       | 3000 m        | 1500 m        | 5000 m       | Počet bodů |
| ---------------- | ------------------------ | ---------- | ----------- | ------------- | ------------- | ------------ | ---------- |
| Zlatá medaile    | Martina Sáblíková        | Česko      | 39,32 (13.) | 3:53,31 (1.)  | 1:53,70 (4.)  | 6:42,01 (1.) | 156,306    |
| Stříbrná medaile | Miho Takagiová           | Japonsko   | 37,22 (1.)  | 4:00,16 (8.)  | 1:52,08 (1.)  | 7:02,72 (8.) | 156,878    |
| Bronzová medaile | Antoinette de Jongová    | Nizozemsko | 38,52 (3.)  | 3:58,25 (2.)  | 1:53,96 (6.)  | 6:56,26 (5.) | 157,840    |
| 4.               | Carlijn Achtereekteová   | Nizozemsko | 39,25 (12.) | 3:58,70 (4.)  | 1:53,93 (5.)  | 6:50,12 (3.) | 158,021    |
| 5.               | Ireen Wüstová            | Nizozemsko | 38,46 (2.)  | 3:59,79 (6.)  | 1:53,48 (2.)  | 6:59,80 (7.) | 158,231    |
| 6.               | Isabelle Weidemannová    | Kanada     | 40,34 (19.) | 3:58,51 (3.)  | 1:55,22 (9.)  | 6:49,68 (2.) | 159,465    |
| 7.               | Marina Zujevová          | Bělorusko  | 40,03 (17.) | 3:59,80 (7.)  | 1:54,83 (7.)  | 6:53,19 (4.) | 159,591    |
| 8.               | Natalja Voroninová       | Rusko      | 39,73 (16.) | 3:59,48 (5.)  | 1:55,93 (15.) | 6:59,25 (6.) | 160,211    |
| 9.               | Ivanie Blondinová        | Kanada     | 39,02 (10.) | 4:01,77 (9.)  | 1:53,59 (3.)  | —            | 117,178    |
| 10.              | Ida Njåtunová            | Norsko     | 38,69 (5.)  | 4:04,14 (12.) | 1:55,42 (11.) | —            | 117,853    |
| 11.              | Nana Takagiová           | Japonsko   | 38,67 (4.)  | 4:08,18 (16.) | 1:55,40 (10.) | —            | 118,499    |
| 12.              | Jevgenija Lalenkovová    | Rusko      | 39,42 (14.) | 4:05,06 (13.) | 1:55,09 (8.)  | —            | 118,626    |
| 13.              | Ajano Satóová            | Japonsko   | 38,99 (9.)  | 4:08,13 (15.) | 1:55,56 (12.) | —            | 118,865    |
| 14.              | Francesca Lollobrigidová | Itálie     | 39,06 (11.) | 4:06,11 (14.) | 1:56,92 (18.) | —            | 119,051    |
| 15.              | Nikola Zdráhalová        | Česko      | 38,91 (8.)  | 4:09,24 (18.) | 1:55,81 (14.) | —            | 119,053    |
| 16.              | Jelizaveta Kazelinová    | Rusko      | 38,86 (7.)  | 4:12,08 (21.) | 1:55,73 (13.) | —            | 119,449    |
| 17.              | Valérie Maltaisová       | Kanada     | 40,42 (21.) | 4:03,20 (10.) | 1:55,99 (16.) | —            | 119,616    |
| 18.              | Chan Mej                 | Čína       | 38,80 (6.)  | 4:14,60 (23.) | 1:57,56 (19.) | —            | 120,419    |
| 19.              | Roxanne Dufterová        | Německo    | 40,37 (20.) | 4:08,57 (17.) | 1:56,64 (17.) | —            | 120,678    |
| 20.              | Karolina Bosieková       | Polsko     | 39,57 (15.) | 4:13,28 (22.) | 1:58,09 (20.) | —            | 121,146    |
| 21.              | Ragne Wiklundová         | Norsko     | 40,03 (17.) | 4:11,31 (20.) | 1:58,64 (21.) | —            | 121,461    |
| 22.              | Carlijn Schoutensová     | USA        | 41,70 (23.) | 4:10,12 (19.) | 2:01,20 (22.) | —            | 123,786    |
| 23.              | Saskia Alusaluová        | Estonsko   | 41,38 (22.) | DSQ           | —             | —            | 41,380     |
| 24.              | Claudia Pechsteinová     | Německo    | DSQ         | —             | —             | —            | 0,000      |